# Ley antitabaco de México
Ley antitabaco de México entró en vigor el 1 de julio del 2009. En ella, la Comisión Federal para la Protección contra Riesgos Sanitarios (Cofepris) de la Secretaría de Salud aseguró, en un comunicado, que queda prohibido fumar en espacios públicos cerrados: edificios públicos (federales, estatales y municipales), restaurantes, bares y discotecas. Las nuevas reglas detallan los términos para la expedición de permisos sanitarios previos de importación y licencias sanitarias.
Reiteró también que las zonas para fumadores deberán estar al aire libre o completamente aisladas de los espacios que estén cien por ciento libres de humo de cigarro. Los menores de edad no podrán estar en las áreas designadas para fumadores, y a las mujeres embarazadas se les informará sobre los riesgos a la salud, en caso de que permanezcan dentro de un espacio contaminado, y será su decisión aceptarla o rechazarla.
También, la Procuraduría de los Derechos humanos y Protección Nacional de la Salud (PDHPN)  dijo que en México, mientras que en dichos lugares se permita el uso del cigarrillo, podrá ser aprobado por la PDHPN.